# Барр, Жан-Огюст
Жан-Огюст Барр (фр. Jean-Auguste Barre; 25 сентября 1811, Париж — 5 февраля 1896, там же) — французский скульптор.

## Биография
Жан-Огюст Барр — представитель династии гравёров по фамилии Барр. Отец Жан-Жак Барр и оба его сына — Дезире-Альбер Барр и Жан-Огюст Барр — были по очереди генеральными гравёрами Парижского монетного двора.
Жан-Огюст Барр — старший сын Жан-Жака Барра, главного гравёра монетного двора Франции с 1842 по 1855 год.
До 1826 года он был учеником у своего отца, а затем обучался у скульптора Жана-Пьера Корто. Окончил с отличием Национальную школу изящных искусств в Париже. С 1831 до 1886 года принимал участие в выставках французского Салона сначала как медальер. Положение отца позволило ему получать заказы на скульптурные композиции от императорской семьи и её окружения. Медалей произвёл совсем немного, но зато в подписи добавлял своё имя.
В 1852 году получил звание Кавалера Почётного Легиона.
Жан-Огюст Барр был одним из первых скульпторов, создавших бронзовые статуэтки известных современников, как Наполеон III, королева Виктория, балерины Мария Тальони, которую он увековечил в роли Сильфиды, Фанни Эльслер в качуче и Эмма Ливри в образе Бабочки.
Его бронзовые работы хранятся в коллекциях Лувра, Эрмитажа, Художественного музея Кливленда.
Одно из самых известных каменных изваяний Барра — бюст для могилы его друга Альфреда де Мюссе — находится на кладбище Пер-Лашез.